# Coppa Italia Semiprofessionisti 1972-1973
Istituita dalla Lega Semiprofessionisti, con parere positivo delle singole società, la Coppa Italia Semiprofessionisti 1972-1973 è stata la prima edizione di tale manifestazione, che ha visto ai nastri di partenza 59 delle 60 società partecipanti al campionato di Serie C 1972-73, a cui vennero aggiunte la seconda e la terza classificata dei gironi di Serie D 1971-72. La vincitrice è stata l'Alessandria, che si è aggiudicato il trofeo battendo l'Avellino.

## La formula
Nella stagione 1972-1973 parteciparono alla fase eliminatoria tutte le squadre di Serie C ad eccezione del Potenza, oltre a 18 formazioni di Serie D. Complessivamente i ranghi della manifestazione erano composti di 77 squadre, che furono suddivise in 17 gironi da 4 e 3 gironi da 3. Alcune vincitrici dei gironi, per sorteggio, giocarono un ulteriore turno eliminatorio allo scopo di portare a 16 il numero delle squadre per gli ottavi di finale.
La fase eliminatoria a gironi si è tenuta dal 23 agosto al 10 settembre 1972.

## Partecipanti
Girone A:  Alessandria -  Asti MaCoBi -  Derthona -  Savona
Girone B:  Biellese -  Cossatese -  Pro Vercelli -  Vigevano
Girone C:  Legnano -  Seregno -  Solbiatese -  Verbania
Girone D:  Cremonese -  Fanfulla -  Parma -  Piacenza
Girone E:  Belluno -  Bolzano -  Rovereto -  Trento
Girone F:  Mestrina -  Triestina -  Udinese -  Venezia
Girone G:  Legnago -  Modena -  Padova -  SPAL
Girone H:  Lucchese -  Massese -  Spezia -  Viareggio
Girone I:  Empoli -  Livorno -  Pisa -  Pontedera
Girone L:  Montevarchi -  Città di Castello -  Pistoiese -  Prato
Girone M:  Ravenna -  Riccione -  Rimini
Girone N:  Anconitana -  Maceratese -  Sambenedettese
Girone O:  Chieti -  Giulianova -  Pro Vasto -  Teramo
Girone P:  Olbia -  Torres -  Lariano Velletri -  Viterbese
Girone Q:  Benevento -  Casertana -  Frosinone -  Latina
Girone R:  Juve Stabia -  Nocerina -  Sorrento -  Turris
Girone S:  Avellino -  Matera -  Salernitana
Girone T:  Andria -  Barletta -  Lecce -  Trani
Girone U:  Cosenza -  Crotone -  Milazzo -  Messina
Girone V:  Acireale -  Marsala -  Siracusa -  Trapani

## Fase eliminatoria a gironi

### Girone A
| Squadra        | P.ti | G | V | N | P | GF | GS | DR |
| -------------- | ---- | - | - | - | - | -- | -- | -- |
| 1. Alessandria | 10   | 6 | 4 | 2 | 0 | 12 | 5  | +7 |
| 2. Derthona    | 5    | 6 | 1 | 3 | 2 | 7  | 7  | 0  |
| 2. Savona      | 5    | 6 | 2 | 1 | 3 | 7  | 8  | -1 |
| 4. Asti MaCoBi | 4    | 6 | 1 | 2 | 3 | 9  | 15 | -6 |

| Data andata | Data ritorno | Squadra #1  | Squadra #2  | Andata | Ritorno |
| ----------- | ------------ | ----------- | ----------- | ------ | ------- |
| 23.8.1972   | 3.9.1972     | Alessandria | Asti MaCoBi | 3-1    | 4-1     |
| 23.8.1972   | 3.9.1972     | Savona      | Derthona    | 2-0    | 1-0     |
| 27.8.1972   | 6.9.1972     | Derthona    | Asti MaCoBi | 4-1    | 1-1     |
| 27.8.1972   | 6.9.1972     | Savona      | Alessandria | 1-2    | 0-1     |
| 30.8.1972   | 10.9.1972    | Asti MaCoBi | Savona      | 2-2    | 3-1     |
| 30.8.1972   | 10.9.1972    | Derthona    | Alessandria | 2-2    | 0-0     |

### Girone B
| Squadra         | P.ti | G | V | N | P | GF | GS | DR |
| --------------- | ---- | - | - | - | - | -- | -- | -- |
| 1. Pro Vercelli | 10   | 6 | 4 | 2 | 0 | 7  | 2  | +5 |
| 2. Vigevano     | 9    | 6 | 4 | 1 | 1 | 12 | 5  | +7 |
| 3. Cossatese    | 3    | 6 | 1 | 1 | 4 | 1  | 5  | -4 |
| 4. Biellese     | 2    | 6 | 1 | 0 | 5 | 3  | 11 | -8 |

| Data andata | Data ritorno | Squadra #1   | Squadra #2   | Andata | Ritorno |
| ----------- | ------------ | ------------ | ------------ | ------ | ------- |
| 23.8.1972   | 3.9.1972     | Biellese     | Pro Vercelli | 0-1    | 0-2     |
| 23.8.1972   | 3.9.1972     | Vigevano     | Cossatese    | 2-0    | 1-0     |
| 27.8.1972   | 6.9.1972     | Cossatese    | Pro Vercelli | 0-0    | 0-1     |
| 27.8.1972   | 6.9.1972     | Vigevano     | Biellese     | 4-2    | 3-0     |
| 30.8.1972   | 10.9.1972    | Cossatese    | Biellese     | 1-0    | 0-1     |
| 30.8.1972   | 10.9.1972    | Pro Vercelli | Vigevano     | 1-1    | 2-1     |

### Girone C
| Squadra       | P.ti | G | V | N | P | GF | GS | DR |
| ------------- | ---- | - | - | - | - | -- | -- | -- |
| 1. Seregno    | 8    | 6 | 3 | 2 | 1 | 4  | 1  | +3 |
| 2. Verbania   | 6    | 6 | 2 | 2 | 2 | 3  | 2  | +1 |
| 2. Solbiatese | 6    | 6 | 2 | 2 | 2 | 3  | 6  | -3 |
| 4. Legnano    | 4    | 6 | 1 | 2 | 3 | 4  | 5  | -1 |

| Data andata | Data ritorno | Squadra #1 | Squadra #2 | Andata | Ritorno |
| ----------- | ------------ | ---------- | ---------- | ------ | ------- |
| 23.8.1972   | 3.9.1972     | Seregno    | Legnano    | 2-0    | 1-0     |
| 23.8.1972   | 3.9.1972     | Verbania   | Solbiatese | 2-0    | 0-1     |
| 27.8.1972   | 6.9.1972     | Solbiatese | Legnano    | 1-1    | 0-3     |
| 27.8.1972   | 6.9.1972     | Verbania   | Seregno    | 0-1    | 0-0     |
| 30.8.1972   | 10.9.1972    | Legnano    | Verbania   | 0-1    | 0-0     |
| 30.8.1972   | 10.9.1972    | Solbiatese | Seregno    | 0-0    | 1-0     |

### Girone D
| Squadra      | P.ti | G | V | N | P | GF | GS | DR |
| ------------ | ---- | - | - | - | - | -- | -- | -- |
| 1. Parma     | 9    | 6 | 3 | 3 | 0 | 7  | 3  | +4 |
| 2. Cremonese | 8    | 6 | 4 | 0 | 2 | 11 | 7  | +4 |
| 3. Piacenza  | 4    | 6 | 1 | 2 | 3 | 6  | 9  | -3 |
| 4. Fanfulla  | 3    | 6 | 0 | 3 | 3 | 7  | 12 | -5 |

| Data andata | Data ritorno | Squadra #1 | Squadra #2 | Andata | Ritorno |
| ----------- | ------------ | ---------- | ---------- | ------ | ------- |
| 23.8.1972   | 3.9.1972     | Fanfulla   | Cremonese  | 1-2    | 2-4     |
| 23.8.1972   | 3.9.1972     | Piacenza   | Parma      | 1-1    | 0-1     |
| 27.8.1972   | 6.9.1972     | Cremonese  | Parma      | 1-3    | 0-1     |
| 27.8.1972   | 6.9.1972     | Piacenza   | Fanfulla   | 2-2    | 3-1     |
| 30.8.1972   | 10.9.1972    | Cremonese  | Piacenza   | 2-0    | 2-0     |
| 30.8.1972   | 10.9.1972    | Parma      | Fanfulla   | 1-1    | 0-0     |

### Girone E
| Squadra     | P.ti | G | V | N | P | GF | GS | DR |
| ----------- | ---- | - | - | - | - | -- | -- | -- |
| 1. Rovereto | 8    | 6 | 3 | 2 | 1 | 4  | 1  | +3 |
| 2. Trento   | 7    | 6 | 3 | 1 | 2 | 6  | 4  | +2 |
| 3. Bolzano  | 6    | 6 | 2 | 2 | 2 | 6  | 5  | +1 |
| 4. Belluno  | 3    | 6 | 1 | 1 | 4 | 4  | 10 | -5 |

| Data andata | Data ritorno | Squadra #1 | Squadra #2 | Andata | Ritorno |
| ----------- | ------------ | ---------- | ---------- | ------ | ------- |
| 23.8.1972   | 3.9.1972     | Bolzano    | Rovereto   | 1-0    | 0-0     |
| 23.8.1972   | 3.9.1972     | Trento     | Belluno    | 3-1    | 0-1     |
| 27.8.1972   | 6.9.1972     | Bolzano    | Trento     | 0-1    | 0-2     |
| 27.8.1972   | 6.9.1972     | Rovereto   | Belluno    | 1-0    | 1-0     |
| 30.8.1972   | 10.9.1972    | Belluno    | Bolzano    | 1-1    | 1-4     |
| 30.8.1972   | 10.9.1972    | Rovereto   | Trento     | 0-0    | 2-0     |

### Girone F
| Squadra      | P.ti | G | V | N | P | GF | GS | DR |
| ------------ | ---- | - | - | - | - | -- | -- | -- |
| 1. Triestina | 7    | 6 | 2 | 3 | 1 | 6  | 4  | +2 |
| 1. Udinese   | 7    | 6 | 2 | 3 | 1 | 5  | 3  | +2 |
| 3. Venezia   | 6    | 6 | 2 | 2 | 2 | 7  | 8  | -1 |
| 4. Mestrina  | 4    | 6 | 0 | 4 | 2 | 4  | 7  | -3 |

| Data andata | Data ritorno | Squadra #1 | Squadra #2 | Andata | Ritorno |
| ----------- | ------------ | ---------- | ---------- | ------ | ------- |
| 23.8.1972   | 3.9.1972     | Udinese    | Triestina  | 0-1    | 0-0     |
| 23.8.1972   | 3.9.1972     | Venezia    | Mestrina   | 1-1    | 2-1     |
| 27.8.1972   | 6.9.1972     | Mestrina   | Triestina  | 1-1    | 1-1     |
| 27.8.1972   | 6.9.1972     | Udinese    | Venezia    | 1-1    | 2-1     |
| 30.8.1972   | 10.9.1972    | Mestrina   | Udinese    | 0-0    | 0-2     |
| 30.8.1972   | 10.9.1972    | Triestina  | Venezia    | 2-0    | 1-2     |

### Girone G
| Squadra    | P.ti | G | V | N | P | GF | GS | DR  |
| ---------- | ---- | - | - | - | - | -- | -- | --- |
| 1. Modena  | 9    | 6 | 4 | 1 | 1 | 13 | 6  | +7  |
| 2. SPAL    | 8    | 6 | 3 | 2 | 1 | 11 | 5  | +6  |
| 3. Padova  | 5    | 6 | 2 | 1 | 3 | 6  | 8  | -2  |
| 4. Legnago | 2    | 6 | 1 | 0 | 5 | 3  | 14 | -11 |

| Data andata | Data ritorno | Squadra #1 | Squadra #2 | Andata | Ritorno |
| ----------- | ------------ | ---------- | ---------- | ------ | ------- |
| 23.8.1972   | 3.9.1972     | Padova     | Modena     | 2-0    | 2-3     |
| 23.8.1972   | 3.9.1972     | SPAL       | Legnago    | 4-0    | 2-1     |
| 27.8.1972   | 6.9.1972     | Modena     | Legnago    | 4-0    | 3-0     |
| 27.8.1972   | 6.9.1972     | SPAL       | Padova     | 1-1    | 2-0     |
| 30.8.1972   | 10.9.1972    | Legnago    | Padova     | 2-0    | 0-1     |
| 30.8.1972   | 10.9.1972    | Modena     | SPAL       | 3-2    | 0-0     |

### Girone H
| Squadra      | P.ti | G | V | N | P | GF | GS | DR |
| ------------ | ---- | - | - | - | - | -- | -- | -- |
| 1. Spezia    | 8    | 6 | 2 | 4 | 0 | 6  | 4  | +2 |
| 2. Lucchese  | 7    | 6 | 2 | 3 | 1 | 3  | 1  | +2 |
| 2. Massese   | 7    | 6 | 2 | 3 | 1 | 6  | 5  | +1 |
| 4. Viareggio | 2    | 6 | 0 | 2 | 4 | 1  | 6  | -5 |

| Data andata | Data ritorno | Squadra #1 | Squadra #2 | Andata | Ritorno |
| ----------- | ------------ | ---------- | ---------- | ------ | ------- |
| 23.8.1972   | 3.9.1972     | Lucchese   | Massese    | 1-0    | 0-1     |
| 23.8.1972   | 3.9.1972     | Spezia     | Viareggio  | 0-0    | 2-1     |
| 27.8.1972   | 6.9.1972     | Spezia     | Lucchese   | 0-0    | 0-0     |
| 27.8.1972   | 6.9.1972     | Viareggio  | Massese    | 0-1    | 0-1     |
| 30.8.1972   | 10.9.1972    | Massese    | Spezia     | 1-1    | 2-3     |
| 30.8.1972   | 10.9.1972    | Viareggio  | Lucchese   | 0-0    | 0-2     |

### Girone I
| Squadra      | P.ti | G | V | N | P | GF | GS | DR |
| ------------ | ---- | - | - | - | - | -- | -- | -- |
| 1. Livorno   | 9    | 6 | 3 | 3 | 0 | 9  | 5  | +4 |
| 2. Empoli    | 7    | 6 | 3 | 1 | 2 | 8  | 9  | -1 |
| 3. Pontedera | 4    | 6 | 1 | 2 | 3 | 6  | 6  | 0  |
| 3. Pisa      | 4    | 6 | 1 | 2 | 3 | 4  | 7  | -3 |

| Data andata | Data ritorno | Squadra #1 | Squadra #2 | Andata | Ritorno |
| ----------- | ------------ | ---------- | ---------- | ------ | ------- |
| 23.8.1972   | 3.9.1972     | Pisa       | Empoli     | 1-2    | 0-1     |
| 23.8.1972   | 3.9.1972     | Pontedera  | Livorno    | 0-0    | 1-2     |
| 27.8.1972   | 6.9.1972     | Empoli     | Livorno    | 2-3    | 1-1     |
| 27.8.1972   | 6.9.1972     | Pisa       | Pontedera  | 1-0    | 1-1     |
| 30.8.1972   | 10.9.1972    | Empoli     | Pontedera  | 2-0    | 0-4     |
| 30.8.1972   | 10.9.1972    | Livorno    | Pisa       | 2-0    | 1-1     |

### Girone L
| Squadra              | P.ti | G | V | N | P | GF | GS | DR |
| -------------------- | ---- | - | - | - | - | -- | -- | -- |
| 1. Montevarchi       | 8    | 6 | 2 | 4 | 0 | 8  | 4  | +4 |
| 1. Prato             | 8    | 6 | 2 | 4 | 0 | 8  | 5  | +3 |
| 3. Città di Castello | 5    | 6 | 1 | 3 | 2 | 7  | 10 | -3 |
| 4. Pistoiese         | 3    | 6 | 0 | 3 | 3 | 5  | 9  | -4 |

| Data andata | Data ritorno | Squadra #1        | Squadra #2        | Andata | Ritorno |
| ----------- | ------------ | ----------------- | ----------------- | ------ | ------- |
| 23.8.1972   | 3.9.1972     | Montevarchi       | Pistoiese         | 1-0    | 1-1     |
| 23.8.1972   | 3.9.1972     | Prato             | Città di Castello | 2-2    | 1-0     |
| 27.8.1972   | 6.9.1972     | Città di Castello | Pistoiese         | 3-2    | 1-1     |
| 27.8.1972   | 6.9.1972     | Prato             | Montevarchi       | 2-2    | 0-0     |
| 30.8.1972   | 10.9.1972    | Città di Castello | Montevarchi       | 1-1    | 0-3     |
| 30.8.1972   | 10.9.1972    | Pistoiese         | Prato             | 1-1    | 0-2     |

### Girone M
| Squadra     | P.ti | G | V | N | P | GF | GS | DR  |
| ----------- | ---- | - | - | - | - | -- | -- | --- |
| 1. Ravenna  | 6    | 4 | 2 | 2 | 0 | 8  | 2  | +6  |
| 1. Rimini   | 6    | 4 | 2 | 2 | 0 | 5  | 1  | +4  |
| 3. Riccione | 0    | 4 | 0 | 0 | 4 | 1  | 11 | -10 |

| Data andata | Data ritorno | Squadra #1 | Squadra #2 | Andata | Ritorno |
| ----------- | ------------ | ---------- | ---------- | ------ | ------- |
| 23.8.1972   | 3.9.1972     | Rimini     | Ravenna    | 1-1    | 0-0     |
| 27.8.1972   | 6.9.1972     | Riccione   | Ravenna    | 1-2    | 0-5     |
| 30.8.1972   | 10.9.1972    | Riccione   | Rimini     | 0-1    | 0-3     |

### Girone N
| Squadra           | P.ti | G | V | N | P | GF | GS | DR |
| ----------------- | ---- | - | - | - | - | -- | -- | -- |
| 1. Sambenedettese | 8    | 4 | 4 | 0 | 0 | 8  | 1  | +7 |
| 2. Maceratese     | 3    | 4 | 1 | 1 | 2 | 3  | 3  | 0  |
| 3. Anconitana     | 1    | 4 | 0 | 1 | 3 | 2  | 9  | -7 |

| Data andata | Data ritorno | Squadra #1     | Squadra #2     | Andata | Ritorno |
| ----------- | ------------ | -------------- | -------------- | ------ | ------- |
| 23.8.1972   | 3.9.1972     | Sambenedettese | Anconitana     | 2-0    | 4-1     |
| 27.8.1972   | 6.9.1972     | Maceratese     | Anconitana     | 3-1    | 0-0     |
| 30.8.1972   | 10.9.1972    | Maceratese     | Sambenedettese | 0-1    | 0-1     |

### Girone O
| Squadra       | P.ti | G | V | N | P | GF | GS | DR  |
| ------------- | ---- | - | - | - | - | -- | -- | --- |
| 1. Giulianova | 9    | 6 | 4 | 1 | 1 | 8  | 5  | +3  |
| 2. Chieti     | 8    | 6 | 4 | 0 | 2 | 12 | 6  | +6  |
| 3. Pro Vasto  | 7    | 6 | 3 | 1 | 2 | 9  | 7  | +2  |
| 4. Teramo     | 0    | 6 | 0 | 0 | 6 | 5  | 16 | -11 |

| Data andata | Data ritorno | Squadra #1 | Squadra #2 | Andata | Ritorno |
| ----------- | ------------ | ---------- | ---------- | ------ | ------- |
| 23.8.1972   | 3.9.1972     | Giulianova | Chieti     | 1-0    | 0-1     |
| 23.8.1972   | 3.9.1972     | Pro Vasto  | Teramo     | 3-0    | 2-0     |
| 27.8.1972   | 6.9.1972     | Pro Vasto  | Giulianova | 1-1    | 1-2     |
| 27.8.1972   | 6.9.1972     | Teramo     | Chieti     | 2-4    | 1-3     |
| 30.8.1972   | 10.9.1972    | Chieti     | Pro Vasto  | 3-0    | 1-2     |
| 30.8.1972   | 10.9.1972    | Teramo     | Giulianova | 1-2    | 1-2     |

### Girone P
| Squadra             | P.ti | G | V | N | P | GF | GS | DR |
| ------------------- | ---- | - | - | - | - | -- | -- | -- |
| 1. Viterbese        | 7    | 6 | 2 | 3 | 1 | 4  | 4  | 0  |
| 2. Olbia            | 6    | 6 | 3 | 0 | 3 | 7  | 6  | +1 |
| 2. Lariano Velletri | 6    | 6 | 2 | 2 | 2 | 4  | 5  | -1 |
| 4. Torres           | 5    | 6 | 2 | 1 | 3 | 6  | 6  | 0  |

| Data andata | Data ritorno | Squadra #1       | Squadra #2       | Andata | Ritorno |
| ----------- | ------------ | ---------------- | ---------------- | ------ | ------- |
| 23.8.1972   | 3.9.1972     | Torres           | Olbia            | 2-1    | 0-1     |
| 23.8.1972   | 3.9.1972     | Lariano Velletri | Viterbese        | 0-0    | 0-0     |
| 27.8.1972   | 6.9.1972     | Torres           | Lariano Velletri | 3-0    | 0-2     |
| 27.8.1972   | 6.9.1972     | Viterbese        | Olbia            | 1-0    | 1-3     |
| 30.8.1972   | 10.9.1972    | Olbia            | Lariano Velletri | 2-1    | 0-1     |
| 30.8.1972   | 10.9.1972    | Viterbese        | Torres           | 1-0    | 1-1     |

### Girone Q
| Squadra      | P.ti | G | V | N | P | GF | GS | DR |
| ------------ | ---- | - | - | - | - | -- | -- | -- |
| 1. Latina    | 7    | 6 | 3 | 1 | 2 | 5  | 3  | +2 |
| 2. Casertana | 6    | 6 | 2 | 2 | 2 | 10 | 5  | +5 |
| 2. Frosinone | 6    | 6 | 2 | 2 | 2 | 7  | 7  | 0  |
| 4. Benevento | 5    | 6 | 2 | 1 | 3 | 3  | 10 | -7 |

| Data andata | Data ritorno | Squadra #1 | Squadra #2 | Andata | Ritorno |
| ----------- | ------------ | ---------- | ---------- | ------ | ------- |
| 23.8.1972   | 3.9.1972     | Benevento  | Frosinone  | 1-0    | 1-1     |
| 23.8.1972   | 3.9.1972     | Latina     | Casertana  | 1-0    | 0-0     |
| 27.8.1972   | 6.9.1972     | Benevento  | Latina     | 0-2    | 1-0     |
| 27.8.1972   | 6.9.1972     | Frosinone  | Casertana  | 1-0    | 3-3     |
| 30.8.1972   | 10.9.1972    | Casertana  | Benevento  | 6-0    | 1-0     |
| 30.8.1972   | 10.9.1972    | Frosinone  | Latina     | 1-0    | 1-2     |

### Girone R
| Squadra        | P.ti | G | V | N | P | GF | GS | DR |
| -------------- | ---- | - | - | - | - | -- | -- | -- |
| 1. Juve Stabia | 8    | 6 | 2 | 4 | 0 | 4  | 2  | +2 |
| 2. Nocerina    | 6    | 6 | 1 | 4 | 1 | 6  | 6  | 0  |
| 3. Sorrento    | 5    | 6 | 1 | 3 | 2 | 8  | 9  | -1 |
| 3. Turris      | 5    | 6 | 0 | 5 | 1 | 4  | 5  | -1 |

| Data andata | Data ritorno | Squadra #1  | Squadra #2  | Andata | Ritorno |
| ----------- | ------------ | ----------- | ----------- | ------ | ------- |
| 23.8.1972   | 3.9.1972     | Nocerina    | Turris      | 1-1    | 1-1     |
| 23.8.1972   | 3.9.1972     | Sorrento    | Juve Stabia | 1-1    | 1-2     |
| 27.8.1972   | 6.9.1972     | Sorrento    | Nocerina    | 2-3    | 1-1     |
| 27.8.1972   | 6.9.1972     | Turris      | Juve Stabia | 0-0    | 0-0     |
| 30.8.1972   | 10.9.1972    | Juve Stabia | Nocerina    | 1-0    | 0-0     |
| 30.8.1972   | 10.9.1972    | Turris      | Sorrento    | 1-1    | 2-1     |

### Girone S
| Squadra        | P.ti | G | V | N | P | GF | GS | DR |
| -------------- | ---- | - | - | - | - | -- | -- | -- |
| 1. Avellino    | 5    | 4 | 2 | 1 | 1 | 7  | 3  | +4 |
| 2. Salernitana | 4    | 4 | 1 | 2 | 1 | 3  | 4  | -1 |
| 3. Matera      | 3    | 4 | 0 | 3 | 1 | 5  | 8  | -3 |

| Data andata | Data ritorno | Squadra #1  | Squadra #2  | Andata | Ritorno |
| ----------- | ------------ | ----------- | ----------- | ------ | ------- |
| 23.8.1972   | 3.9.1972     | Avellino    | Salernitana | 2-0    | 0-1     |
| 27.8.1972   | 6.9.1972     | Matera      | Avellino    | 1-1    | 1-4     |
| 30.8.1972   | 10.9.1972    | Salernitana | Matera      | 1-1    | 2-2     |

### Girone T
| Squadra     | P.ti | G | V | N | P | GF | GS | DR |
| ----------- | ---- | - | - | - | - | -- | -- | -- |
| 1. Lecce    | 10   | 6 | 4 | 2 | 0 | 11 | 3  | +8 |
| 2. Trani    | 8    | 6 | 3 | 2 | 1 | 6  | 5  | +1 |
| 2. Barletta | 4    | 6 | 0 | 4 | 2 | 4  | 8  | -4 |
| 4. Andria   | 2    | 6 | 0 | 2 | 4 | 1  | 6  | -5 |

| Data andata | Data ritorno | Squadra #1 | Squadra #2 | Andata | Ritorno |
| ----------- | ------------ | ---------- | ---------- | ------ | ------- |
| 23.8.1972   | 3.9.1972     | Andria     | Lecce      | 0-1    | 0-1     |
| 23.8.1972   | 3.9.1972     | Trani      | Barletta   | 2-1    | 0-0     |
| 27.8.1972   | 6.9.1972     | Andria     | Trani      | 0-1    | 0-2     |
| 27.8.1972   | 6.9.1972     | Barletta   | Lecce      | 1-4    | 1-1     |
| 30.8.1972   | 10.9.1972    | Barletta   | Andria     | 1-1    | 0-0     |
| 30.8.1972   | 10.9.1972    | Lecce      | Trani      | 4-1    | 0-0     |

### Girone U
| Squadra    | P.ti | G | V | N | P | GF | GS | DR |
| ---------- | ---- | - | - | - | - | -- | -- | -- |
| 1. Cosenza | 9    | 6 | 4 | 1 | 1 | 9  | 7  | +2 |
| 2. Crotone | 7    | 6 | 2 | 3 | 1 | 6  | 2  | +4 |
| 3. Messina | 4    | 6 | 1 | 2 | 3 | 6  | 8  | -2 |
| 3. Milazzo | 4    | 6 | 1 | 2 | 3 | 2  | 6  | -4 |

| Data andata | Data ritorno | Squadra #1 | Squadra #2 | Andata | Ritorno |
| ----------- | ------------ | ---------- | ---------- | ------ | ------- |
| 23.8.1972   | 3.9.1972     | Crotone    | Messina    | 1-0    | 0-0     |
| 23.8.1972   | 3.9.1972     | Milazzo    | Cosenza    | 0-1    | 0-1     |
| 27.8.1972   | 6.9.1972     | Cosenza    | Messina    | 4-3    | 1-3     |
| 27.8.1972   | 6.9.1972     | Milazzo    | Crotone    | 0-0    | 0-4     |
| 30.8.1972   | 10.9.1972    | Cosenza    | Crotone    | 1-2    | 0-0     |
| 30.8.1972   | 10.9.1972    | Messina    | Milazzo    | 0-2    | 0-0     |

### Girone V
| Squadra     | P.ti | G | V | N | P | GF | GS | DR |
| ----------- | ---- | - | - | - | - | -- | -- | -- |
| 1. Acireale | 9    | 6 | 4 | 1 | 1 | 6  | 1  | +5 |
| 2. Marsala  | 7    | 6 | 3 | 1 | 2 | 7  | 6  | +1 |
| 2. Siracusa | 6    | 6 | 2 | 2 | 2 | 5  | 6  | -1 |
| 4. Trapani  | 2    | 6 | 0 | 2 | 4 | 1  | 6  | -5 |

| Data andata | Data ritorno | Squadra #1 | Squadra #2 | Andata | Ritorno |
| ----------- | ------------ | ---------- | ---------- | ------ | ------- |
| 23.8.1972   | 3.9.1972     | Acireale   | Marsala    | 3-0    | 0-1     |
| 23.8.1972   | 3.9.1972     | Trapani    | Siracusa   | 1-1    | 0-2     |
| 27.8.1972   | 6.9.1972     | Siracusa   | Marsala    | 2-1    | 0-3     |
| 27.8.1972   | 6.9.1972     | Trapani    | Acireale   | 0-1    | 0-1     |
| 30.8.1972   | 10.9.1972    | Marsala    | Trapani    | 1-1    | 1-0     |
| 30.8.1972   | 10.9.1972    | Siracusa   | Acireale   | 0-0    | 0-1     |

## Qualificazioni per gli ottavi di finale
Al fine di ridurre le squadre da 20 a 16 per gli ottavi di finale, La Lega ha sorteggiato 8 squadre tra le qualificate, che si sono incontrate il 4 ottobre in confronti secchi.
| Squadra 1      | Risultato   | Squadra 2 |
| -------------- | ----------- | --------- |
| 4.10.1972      |             |           |
| Montevarchi    | 1 - 1 (dcr) | Spezia    |
| Triestina      | 2 - 1       | Rovereto  |
| Sambenedettese | 1 - 2 (dts) | Ravenna   |
| Juve Stabia    | 0 - 0 (dcr) | Avellino  |

## Fase finale

### Ottavi di finale
| Squadra 1   | Totale | Squadra 2    | Andata         | Ritorno      |
| ----------- | ------ | ------------ | -------------- | ------------ |
|             |        |              | dall'1.11.1972 | al 7.03.1973 |
| Alessandria | 5 - 1  | Pro Vercelli | 4 - 0          | 1 - 1        |
| Spezia      | 3 - 1  | Livorno      | 2 - 0          | 1 - 1        |
| Seregno     | 0 - 1  | Parma        | 0 - 0          | 0 - 1        |
| Triestina   | 2 - 3  | Modena       | 2 - 1          | 0 - 2        |
| Ravenna     | 1 - 2  | Giulianova   | 1 - 1          | 0 - 1 (dts)  |
| Viterbese   | 1 - 2  | Latina       | 0 - 0          | 1 - 2        |
| Avellino    | 3 - 0  | Lecce        | 1 - 0          | 2 - 0        |
| Cosenza     | 3 - 1  | Acireale     | 3 - 0          | 0 - 1        |

### Quarti di finale
| Squadra 1   | Totale | Squadra 2 | Andata    | Ritorno   |
| ----------- | ------ | --------- | --------- | --------- |
|             |        |           | 25.4.1973 | 31.5.1973 |
| Alessandria | 2 - 1  | Spezia    | 2 - 1     | 0 - 0     |
| Parma       | 0 - 2  | Modena    | 0 - 0     | 0 - 2     |
| Giulianova  | 1 - 0  | Latina    | 1 - 0     | 0 - 0     |
| Avellino    | 4 - 0  | Cosenza   | 3 - 0     | 1 - 0     |

### Semifinali
| Squadra 1   | Totale | Squadra 2 | Andata    | Ritorno   |
| ----------- | ------ | --------- | --------- | --------- |
|             |        |           | 21.6.1973 | 24.6.1973 |
| Alessandria | 4 - 3  | Modena    | 2 - 1     | 2 - 2     |
| Giulianova  | 1 - 2  | Avellino  | 1 - 1     | 0 - 1     |

## Finale
| Arbitro: | Levrero (Genova) |

|                                               |           |                             |
| Maldera II 16’ Cini 67’ Lorenzetti 108’, 112’ | Marcatori | 49’ Bongiorni 65’ Palazzese |

Gara sospesa al 112' per invasione di campo dei sostenitori irpini. Il giudice sportivo assegnò la vittoria all'Alessandria, confermando il risultato sul campo all'atto della sospensione.